# Produkty naftowe
Produkty naftowe – produkty otrzymywane z ropy naftowej, a w szczególności: paliwa płynne, oleje opałowe, gaz płynny, oleje i smary.

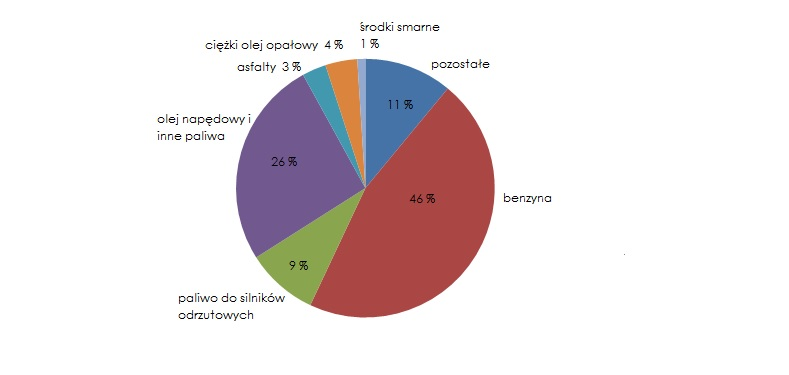
Diagram podziału produktów naftowych wytwarzanych z baryłki ropy amerykańskiej

W odróżnieniu od produktów petrochemicznych, które są zazwyczaj zbiorem ściśle określonych czystych związków chemicznych, produkty naftowe są złożoną mieszaniną związków organicznych oraz nieorganicznych. Związki nieorganiczne stanowią niewielki procent udziału mieszaniny. Większa część ropy naftowej konwertowana jest do produktów naftowych.
W zależności od składu chemicznego ropy naftowej oraz od wymagań na rynku, rafinerie mogą produkować różne ilości określonych produktów naftowych. Największy udział produktów naftowych to produkty używane jako „nośniki energii”, czyli różne gatunki oleju napędowego i benzyny. Paliwa te mogą zostać poddawane dalszej przeróbce tworząc benzynę, paliwo do silników odrzutowych, olej napędowy, olej opałowy oraz oleje ciężkie. Cięższe (mniej lotne) frakcje mogą również być użyte do wytwarzania asfaltów, smarów, wosku parafinowego, olejów smarnych oraz innych olejów ciężkich. Rafinerie wytwarzają również inne związki chemiczne, które mogą być użyte w procesach chemicznych do produkcji tworzyw sztucznych i innych przydatnych materiałów. Ropa naftowa w swoim składzie chemicznym zawiera od kilku do kilkunastu procent siarki, w zależności od stopnia jej zasiarczenia, dlatego usuwana z ropy siarka traktowana jest również jako produkt naftowy. Węgiel, w postaci koksu naftowego, jak i wodór również mogą być traktowane jako produkty naftowe. Wodór, wytwarzany w procesie przeróbki ropy, jest często wykorzystywany jako półprodukt do innych procesów rafinacji ropy naftowej, takich jak hydrokraking i hydrorafinacji.